# عين الصاحب
عين الصاحب منطقة اصطياف تتبع ل بلدةحلبون سورية ناحية مركز التل في منطقة التل في محافظة ريف دمشق. تعرضت القرية لغارة جوية إسرائيلية ضد معسكر تدريب فلسطيني عام 2003.